# Tujiko Noriko
Tujiko Noriko (辻子紀子?, Noriko Tsujiko; Osaka, 28 agosto 1976) è una cantante e compositrice giapponese di musica sperimentale.
Il suo neo genere, il glitch pop, consiste nell'unione di loop composti da distorsioni elettroniche. I brani sono cantati in giapponese o in inglese.
Ha pubblicato i suoi prodotti attraverso l'etichetta austriaca Mego e con la tedesca Tomlab; Solo per l'album Stéréotypie ha formato il gruppo DACM con Peter "Pita" Rehberg, dove si trovano maggiori distorsioni e dei samples, grazie all'utilizzo maggiore di tastiere e Synth.
I suoi pezzi sono talvolta difficilmente riducibili alla forma canzone, malgrado siano tutti cantati, a causa di strutture particolari. L'uso sia dell'elettronica che della lingua, tende più alla ripetizione e allo straniamento che al sentimentalismo tipico del pop, secondo una certa tendenza del glitch giapponese. Questi temi si ritrovano anche nei testi dell'autrice, dove la ricerca di umanità nei gesti e nei luoghi della vita moderna, i treni, gli aeroporti, la città, avviene senza retorica alcuna, sottolineando il fascino che la modernità porta.
In campo cinematografico ha realizzato alcuni cortometraggi, tra cui Sand e Mini Hawaii and Sun, e il lungometraggio Kuro (2017).
Al momento vive a Parigi.

## Discografia
- 2000 - Keshou To Heitai Makeup and Soldiers
- 2000 - Shojo Toshi Girl City (Mego)
- 2002 - I Forgot the Title (Mego)
- 2002 - Hard Ni Sasete Make Me Hard (Mego)
- 2003 - From Tokyo to Naiagara (Tomlab)
- 2004 - Stéréotypie con Peter "Pita" Rehberg (Asphodel)
- 2005 - Blurred In My Mirror (Room40)
- 2005 - 28 with Aoki Takamasa (Fat Cat Records)
- 2006 - 少女都市+ (Shojo Toshi+) (Editions Mego)
- 2007 - Solo (Editions Mego)
- 2008 - Trust (Nature Bliss)